# Estação Engenheiro Rubens Paiva
Estação Engenheiro Rubens Paiva é uma estação de metrô do Rio de Janeiro. Foi inaugurada em 24 de setembro de 1998, época em que foram concluídas as obras das últimas estações da Linha 2. Localiza-se na Avenida Pastor Martin Luther King Júnior, sendo a segunda estação de Metrô localizada no bairro da Pavuna.
Seu nome homenageia Rubens Paiva, engenheiro civil e político morto durante o regime militar.

## Acessos
A estação conta com dois acessos: 
- Acesso A - Rua Wagner
- Acesso B - Rua São Mamede